# Horodok (Ucrânia)
Horodok (em ucraniano:  Городо́к, em polonês/polaco:  Gródek) é uma cidade da Ucrânia, situada no Oblast de Leópolis. Tem 30 km² de área e sua população em 2020 foi estimada em 15.825 habitantes.